# St. Stephan (Kolitzheim)

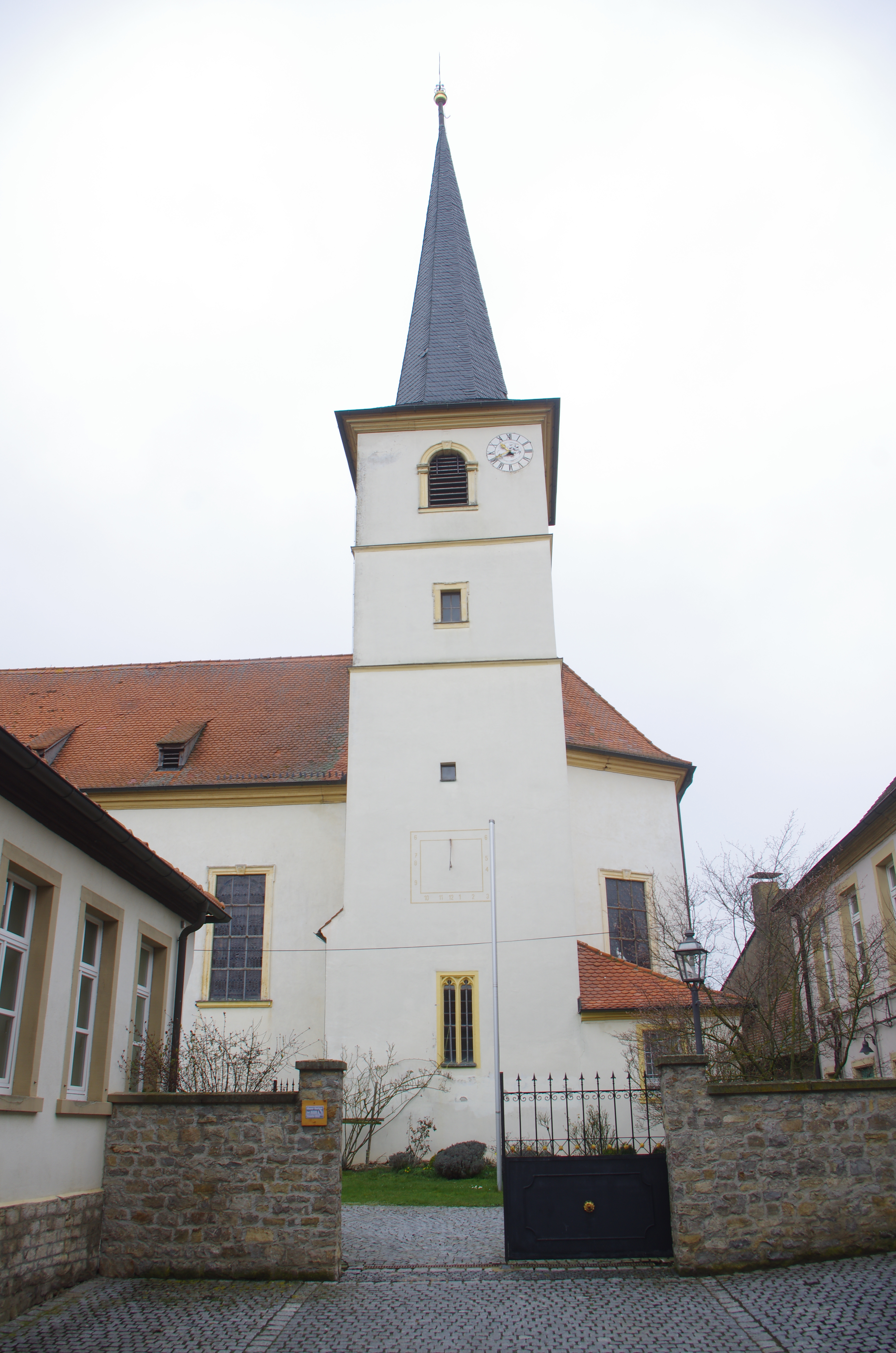
St. Stephan in Kolitzheim

Die römisch-katholische, denkmalgeschützte Pfarrkirche St. Stephan steht im Hauptort Kolitzheim der gleichnamigen Gemeinde im Landkreis Schweinfurt (Unterfranken, Bayern). Das Bauwerk ist unter der Denkmalnummer D-6-78-150-3 als Baudenkmal in der Bayerischen Denkmalliste eingetragen. Die Pfarrei gehört zum Dekanat Schweinfurt-Süd des Bistums Würzburg.

## Beschreibung
Die 1718–20 gebaute Saalkirche besteht aus einem Langhaus, einem eingezogenen dreiseitig abgeschlossenen Chor im Osten und einem Chorflankenturm an der Südseite des Chors, der auf einem Chorturm aus dem 14. Jahrhundert basiert. Das oberste Geschoss des mit einem achtseitigen Knickhelm bedeckten Julius-Echter-Turms beherbergt die Turmuhr und den Glockenstuhl. Der Hochaltar stammt aus der Bauzeit. Eine Pietà entstand um 1500.